# Савенець Андрій Миколайович
Савенець Андрій Миколайович (5 вересня 1977, смт. Корнин на Житомирщині) — український поет, перекладач, літературознавець, доцент гуманітарно-економічної академії (м. Лодзь, Польща).

## Життєпис
Народився 5 вересня 1977 р. у смт. Корнині на Житомирщині в родині вчителів-філологів, що визначило подальший вибір життєвого шляху. У 1994 р., закінчивши Корнинську загальноосвітню школу № 1, вступив на філологічний факультет Житомирського державного педагогічного інституту ім. Івана Франка, де навчався до 1999 р. за спеціальністю «Українська мова і література та англійська мова і зарубіжна література». У 1995 р. дебютував як літератор участю в Житомирському міському поетичному конкурсі «Гранослов». Член Асоціації українських письменників (з 1997 р.), Національної спілки письменників України (з 2000 р.). У період проживання в Житомирі брав активну участь у діяльності громадських організацій — Спілки незалежної української молоді, Молодого Руху та Асоціації незалежних журналістів.
Ще студентом працював у редакціях житомирських періодичних видань «Експрес-Афіша» й «Субота», згодом — тижневиків «Віче» та «Вільне слово»; виконував обов'язки верстальника, фейлетоніста, літредактора. Закінчивши інститут, працював у Білківській загальноосвітній школі І-ІІ ступенів на Житомирщині (1999—2000), згодом викладав англійську мову в Житомирському училищі культури і мистецтв ім. Івана Огієнка. У 2000—2001 рр. працював на кафедрі української літератури Житомирського державного педагогічного університету ім. Івана Франка. У 2001 році на основі зголошеного дослідницького проекту отримав стипендію в Європейському колеґіумі польських і українських університетів у Любліні (Республіка Польща), де навчався до 2005 року, а упродовж короткого часу працював у цьому навчальному закладі. Паралельно навчався в аспірантурі Люблінського католицького університету Йоана Павла II, в якому 2005 р. захистив кандидатську дисертацію «Поезія крізь призму перекладу: вірші Віслави Шимборської українською мовою». Від 2006 року працює на посаді доцента у Гуманітарно-економічній академії в Лодзі, крім того, викладає в Люблінському католицькому університеті Йоана Павла II та у приватному ліцеї ім. І. Я. Падеревського в Любліні. Андрій Савенець є активним членом Українського товариства у Любліні, де мешкає разом із дружиною Ярославою. Виховує сина Маркіяна та доньку Софію.

## Творчість
Автор збірок поезій «Introspecto» (Житомир, 1996) та «Символ Сиґми» (Житомир, 1998). У 1996—1998 рр. брав участь у виданні літературно-мистецького часопису «Авжеж!», де публікував власну поезію, прозу, літературно-критичні статті та переклади з американської поезії. Поетичні твори друкував також на шпальтах часописів «Сучасність», «Світовид», «Четвер». Автор монографії «Поезія у перекладі: „українська“ Шимборська» (Люблін–Житомир, 2006) та низки літературознавчих, літературно-критичних і перекладо-знавчих статей у часописах, посібниках і наукових збірниках.

### Перекладацька діяльність
Своїм найбільшим захопленням, покликанням і місією Андрій Савенець вважає переклад польської та англомовної поезії.
У його перекладах українською мовою публікувалися окремі вірші В. Шекспіра, Р. Фроста, Е. Дікінсон, Дж. Моррісона, Л. Г'юза, літературно-критичні статті А. Вінценза і Ю. Лободовського, листи Є. Ґедройця. Окремими виданнями побачили світ його переклади віршів Віслави Шимборської «Wersja wydarzeń = Версія подій» (Люблін, 2005) і «Może to wszystko = Може, це все» (2011), а також Юзефа Чеховича «Поема про місто Люблін» (Люблін, 2005).

## Нагороди
- Медаль мера Любліна (Польща, 2022)[2]